# John K. Thornton
John K. Thornton (3 de maio de 1949, Fort Monroe, Virgínia) é um historiador americano especializado na história da África, da diáspora africana e do mundo atlântico. Ele é professor no departamento de história da Universidade de Boston.

## Carreira
Thornton ocupou vários cargos no corpo docente de história nos Estados Unidos e na África durante a década de 1980, incluindo a Universidade da Zâmbia, o Allegheny College e a Universidade da Virgínia. Ele se juntou ao corpo docente da Universidade Millersville em 1986 e ingressou no corpo docente da Universidade de Boston no outono de 2003.

## Publicações selecionadas

### Livros
- The Kingdom of Kongo: Civil War and Transition, 1641–1718 (Madison: University of Wisconsin Press, 1983).
- Africa and Africans in the Formation of the Atlantic World, 1400–1680 (Nova York e Londres: Cambridge University Press, 1992, second expanded edition, 1998). Portuguese translation: África e Africanos na Formação do Mundo Atlântico, 1400–1800 (Rio de Janeiro: Estampa, 2004); trad. italiana, L’Africa e gli africani nella formazione del mondo atlantico, 1400–1800 (Bologna: Mulino, 2010).
- The Kongolese Saint Anthony: Dona Beatriz Kimpa Vita and the Antonian Movement, 1684–1706 (Cambridge: Cambridge University Press, 1998)
- Warfare in Atlantic Africa, 1500–1800 (University College of London Press/Routledge, 1999)
- (com Linda Heywood), Central Africans, Atlantic Creoles and the Foundation of the Americas, 1585–1660 (Cambridge: Cambridge University Press, 2007)
- (ed. e trad.) Evangelical Missions to the Kingdom of Kongo by Giovanni Antonio Cavazzi da Montecuccolo, 1665. Disponível na internet, www.bu.edu.
- A Cultural History of the Atlantic World, 1250–1820. (Cambridge: Cambridge University Press, 2012).
- Giovanni Cavazzi da Montecuccolo (editor and notes: Xavier de Castro ; foreword : John Thornton and Linda Heywood) (2014). Njinga, reine d'Angola (1582-1663). La relation d' Antonio Cavazzi de Montecuccolo (em francês). Traduzido por Alix du Cheyron d’Abzac and Xavier de Castro. Paris: Chandeigne, collection : Magellane (publicado em 2010). ISBN 978-2-36732-087-8
- Dionigi Carli; Michelangelo Guattini (2006). La mission au Kongo des pères Michelangelo Guattini et Dionigi de' Carli (1668) (em francês). Traduzido por Alix du Cheyron d’Abzac (foreword : John Thornton). Paris: Chandeigne, collection : Magellane. ISBN 978-2-915540-08-6

### Articles
- "Demography and History in the Kingdom of Kongo, 1550–1750," Journal of African History 18 (1977): 507–30.
- "An Eighteenth Century Baptismal Register and the Demographic History of Manguenzo" - C. Fyfe and D. McMaster (eds.) African Historical Demography (Edinburgh: Centre of African Studies, 1977): 405–16.
- "A Resurrection for the Jaga," Cahiers d'Etudes Africaines 18, nos. 69–70 (1978): 223–227.
- "A Note on the Archives of the Propaganda Fide and Capuchin Archives," History in Africa 6 (1979): 341–344.
- "New Light of Cavazzi's Seventeenth-Century Description of Kongo," History in Africa 6 (1979): 253–264.
- "The Slave Trade in Eighteenth Century Angola: Effects on Demographic Structures" Canadian Journal of African Studies 14 (1980): 417–28.
- "The Chronology and Causes of Lunda Expansion to the West, ca. 1700–1852," Zambia Journal of History 1 (1981): 1–13.
- "The Demographic Effect of the Slave Trade on Western Africa, 1500–1850" in C. Fyfe and D. McMaster, African Historical Demography, vol. 2 (Edinburgh: Centre of African Studies, 1981): 691–720.
- "The Kingdom of Kongo, ca. 1390–1678: History of an African Social Formation," Cahiers d'Etudes Africaines 22 (1982): 325–42.
- "The Development of an African Catholic Church in the Kingdom of Kongo, 1483–1750," Journal of African History 25 (1984): 147–67.
- (com Joseph C. Miller), "The Chronicle as Sources, History, and Hagiography: The Catálogo dos Governadores de Angola," Paideuma 33 (1987): 359–389.
- (com Linda M. Heywood), "Demography, Production and Labor: Central Angola, 1890–1950," Joel Gregory e Dennis Cordell (eds.), African Population and Capitalism (Boulder e Londres: Westview Press, 1987): 241–54.
- "Tradition, Documents and the Ife-Benin Relationship" History in Africa 15 (1988): 351–62.
- "On the Trail of Voodoo: African Christianity in Africa and the Americas," The Americas 44 (1988): 261–78.
- (com Linda Heywood), "African Fiscal Systems as Demographic Sources: The Case of the Central Highlands of Angola, 1770–1900," Journal of African History 29 (1988): 213–28.
- "The Art of War in Angola, 1575–1680," Comparative Studies in Society and History 30 (1988): 360–78.
- "Legitimacy and Political Power: The Case of Queen Njinga (1624–1663),” Journal of African History 32, no. 1 (1991): 25–40.
- "African Dimensions of the Stono Rebellion," American Historical Review 96 (1991): 1101–13. Reprinted in Darlene Clark Hine and Ernestine Jenkins, eds. A Question of Manhood: A Reader in US Black Men's History and Masculinity (Indiana University Press, 1999), 115–29; and Mark M Smith, Stono: Documenting and Interpreting a Southern Slave Revolt, (University of South Carolina Press, 2005), 73–87.
- "Pre-Colonial African Industry and the Atlantic Trade, 1500–1800," e "The Historian and the Pre-Colonial African Economy: John Thornton Responds," African Economic History Review 9 (1992), juntamente com comentários de quatro outros historiadores.
- "'I am the Subject of the King of Congo': African Ideology in the Haitian Revolution," Journal of World History 4, no. 2 (1993): 181–214.
- "African Soldiers in the Haitian Revolution," Journal of Caribbean History 25 (1993): 58–80. Reimpresso em Laurent Dubois and Julius Scott, eds., Origins of the Black Atlantic: Rewriting Histories (Routledge, 2010), 195–213.
- "Central African Names and African American Naming Patterns," William and Mary Quarterly 3rd series, 50 (1993): 727–42.
- "The African Experience of the '20 and Odd Negroes' Arriving in Virginia in 1619", William and Mary Quarterly 3d series, 55 (1998): 421–34.
- "The Coromantees: An African Cultural Group in Colonial North America and the Caribbean", Journal of Caribbean History 32/1-2 (1998): 161–78.
- "War, the State, and Religious Norms in Coromantee Thought", Robert Blair St. George (ed.), Possible Pasts: Becoming Colonial in America (Ithaca: Cornell University Press, 2000), 181–200.
- "Early Kongo-Portuguese Relations, 1483–1575: A New Interpretation" History in Africa 8 (1981): 183–204. French translation in Cahiers des Anneaux de la Mémoire 3 (2001).
- "The Origins and Early History of the Kingdom of Kongo, c. 1350–1550", International Journal of African Historical Studies 34/1 (2001): 1–31.
- (com Paula Gershick-Ben Amos) "Civil War in the Kingdom of Benin, 1689–1722: Continuity or Political Change?" Journal of African History 42 (2001): 353–76.
- "Religion and Cultural Life in the Kongo and Mbundu Areas, 1500–1800", Linda Heywood (ed.), Central Africans and Cultural Transformations in the American Diaspora (New York: Cambridge University Press, 2002), 71–90.
- "Cannibals, Witches and Slave Traders in the Atlantic World," William and Mary Quarterly 60/2 (2003): 273–94.
- "Origin, Traditions, and History in Central Africa," African Arts 37, no. 1 (2004): 32–94.
- “Elite Women in the Kingdom of Kongo: Historical Perspectives on Women’s Political Power,” Journal of African History 47 (2006): 437–60.
- (com Linda Heywood), "Central African Leadership and the Appropriation of European Culture", Peter Mancall, ed., The Atlantic World and Virginia, 1550–1624 (Chapel Hill, NC: University of North Carolina Press, 2007), 194–224.
- "Les États de l’Angola et la formation de Palmares (Brésil),” Annales: Histoire, Sciences sociales 63/4 (2008): 769–97.
- (com Linda Heywood) "Kongo and Dahomey, 1660–1815: African Political Leadership in the Era of the Slave Trade and Its Impact on the Formation of African Identity in Brazil", Bernard Bailyn, ed. Soundings in Atlantic History: Latent Structures and Intellectual Currents, 1500–1825 (Cambridge MA: Harvard University Press, 2009), 86–111.
- "African Political Ethics and the Slave Trade", D. R. Peterson, ed. Abolitionism and Imperialism in Britain, Africa and the Atlantic. (Oxford, OH: Ohio University Press, 2009), 58–93.
- (com Linda Heywood) "'Canniball Negroes,' Atlantic Creoles, and the Identity of New England's Charter Generation," African Diaspora 4, no. 1 (2011): 76–94.
- "Afro-Christian Syncretism in the Kingdom of Kongo," Journal of African History 54, no. 1 (2013): 53–77.
- "The Kingdom of Kongo and the Counter Reformation," Social Sciences and Missions 26 (2013): 40–58.
- "Conquest and Theology: The Jesuits in Angola, 1548–1650," Journal of Jesuit Studies 1 (2014): 245–259.
- Thornton, John (2016), «The Kingdom of Kongo and Palo Mayombe: Reflections on an African-American Religion», Slavery & Abolition, 37: 1–22, doi:10.1080/0144039X.2015.1103524
- "The Kingdom of Kongo and the Thirty Years' War," Journal of World History 27, no. 2 (2016): 189-213.
- "The Igbo and the African Backgrounds of the Slave Cargo of the Henrietta Marie", Toyin Falola and Rafael Chijioke Njoku, eds., Igbo in the Atlantic World: African Origins and Diasporic Destinations (Bloomington: Indiana University Press, 2016), pp. 99–111.
- "Placing the Military in African History: A Reflection," Journal of African Military History 1, no. 1 (2017): 112–119.
- "The Zambos and the Transformation of the Miskitu Kingdom, 1636–1740," Hispanic American Historical Review 97, no. 1 (2017): 1–28.